# Alex Stewart International
«А́лекс Стю́арт Интерне́шнл», Alex Stewart International — частная компания в Великобритании, которая предоставляет услуги в сферах подбора, исследования и анализа всех металлов и минералов (золота, серебра, платиноидов, редких образцов земли, цветных и чёрных металлов, ферросплавов, неметаллических минералов и т.д.), а также их аналогов в мире.
Занимается добычей угля, производством кокса, даёт экологические консультации. В штате 600 сотрудников, 45 офисов и 14 аналитических лабораторий по всему миру.